# Breutelia arundinifolia
Breutelia arundinifolia är en bladmossart som beskrevs av Fleischer 1904. Breutelia arundinifolia ingår i släktet gullhårsmossor, och familjen Bartramiaceae. Inga underarter finns listade i Catalogue of Life.